# Porticus Octavia
Die Porticus Octavia war eine Säulenhalle in Rom, die kurz nach 167 v. Chr. von Gnaeus Octavius als Monument für seinen Seesieg über den makedonischen König Perseus errichtet wurde.
Octavius, der als Prätor römische Flotteneinheiten kommandiert hatte, feierte am 1. Dezember 167 v. Chr. einen Seetriumph (triumphus navalis) über Makedonien und König Perseus. In den folgenden Jahren stiftete er die nach ihm benannte doppelte Säulenhalle (porticum duplicem) auf dem Marsfeld beim Circus Flaminius. Genauer beschrieben wird die ehemalige Position der Portikus auf dem Monumentum Ancyranum und bei Plinius. Sie hatte angeblich bronzene Säulenkapitelle und wurde auch porticus Corinthia genannt.
Nach einer Brandzerstörung wurde die Porticus, neben der in der Zwischenzeit das Theater des Pompeius errichtet worden war, von Augustus in den 30er Jahren v. Chr. wieder aufgebaut, der darin von den Dalmatern erbeutete Feldzeichen aufstellen ließ. Von der Säulenhalle sind keine Reste mehr erhalten.
Bereits in der Antike wurde die Porticus Octavia gelegentlich mit der benachbarten, aber später errichteten und nach der Schwester des Augustus benannten Porticus Octaviae verwechselt. Unmittelbar östlich der Portikus Octavia schloss ab 33 v. Chr. als zunächst zweite Portikus auf engstem Raum, die der Philippi an.